# Hoyorrico (Santa Rosa de Osos)
Hoyorrico es un centro poblado del municipio colombiano de Santa Rosa de Osos en Antioquia. El centro poblado dista solo 6 kilómetros del suroriente de la cabecera municipal convirtiéndose en el más cercano de la localidad. Es uno de los pueblos históricos del Norte Antioqueño.
Está ubicado casi exactamente en el centro geográfico del territorio municipal, su principal actividad económica es la ganadería y la agricultura. Además se proyecta como un centro turístico debido principalmente a las características de pueblo colonial, donde aún se conservan la gran mayoría de las fachadas de casas patrimoniales. Además del Templo Parroquial De La Santísima Trinidad que es a su vez uno de los más antiguos de Santa Rosa de Osos. También existen en su entorno algunas antiguas Minas cómo la de Veta Vieja y la antigua Capilla De San Antonio en el lugar conocido como la Trinidad; que se considera una de las capillas más antiguas de Antioquia. 
Es popularmente considerado el lugar de nacimiento del ilustre poeta Porfirio Barba Jacob. 

## Historia y geografía

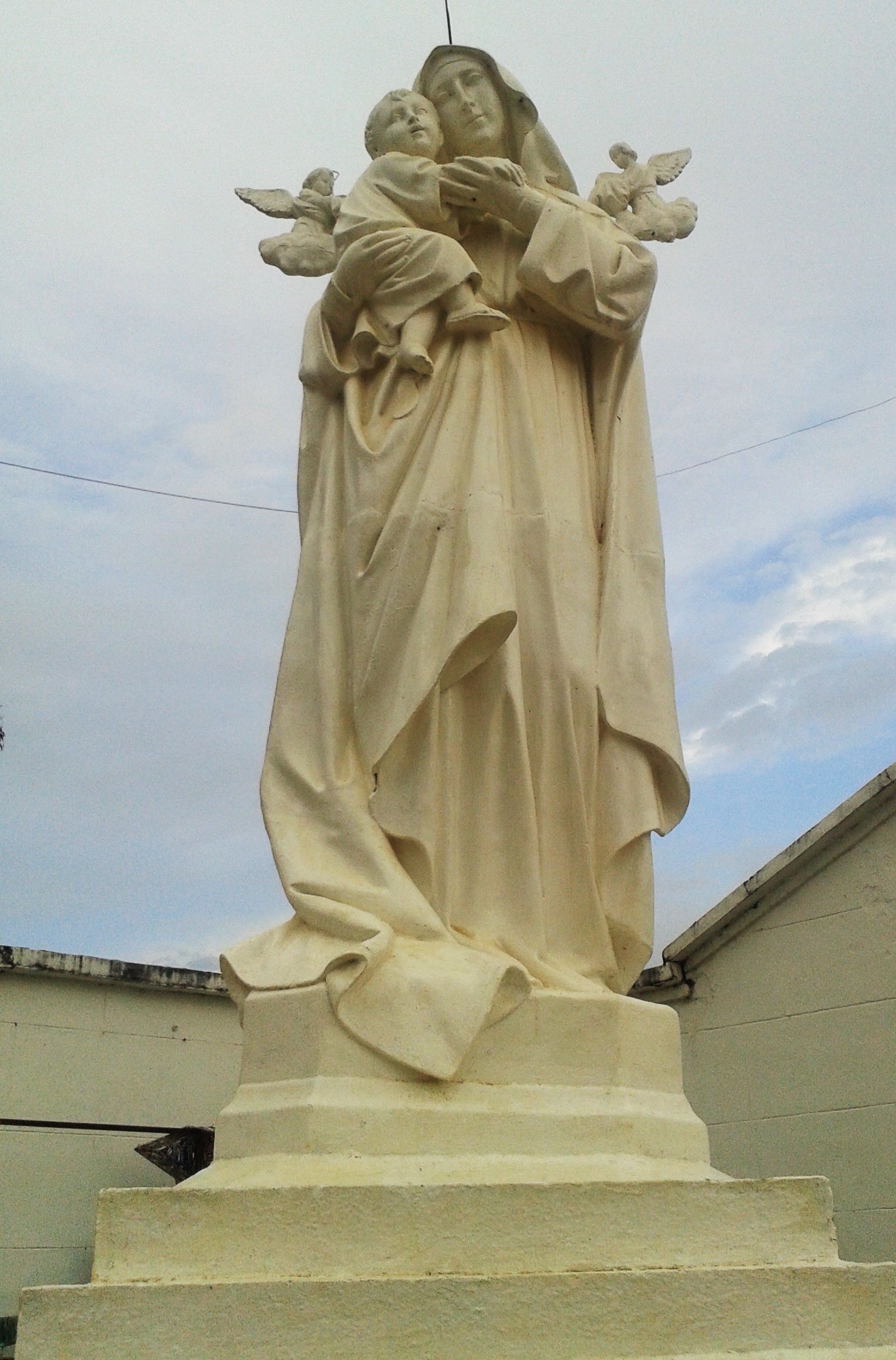
Nuestra Señora Del Perpetuo Socorro, Hoyorrico (Santa Rosa de Osos)

. Está ubicado en el centro-sur del municipio, en la región geográfica del Valle de los Osos, El territorio que el gobierno de Santa Rosa de Osos administra desde la centralidad de Hoyorrico, limita al norte, oriente y occidente con las veredas administradas directamente por la cabecera urbana de Santa Rosa y al sur con las veredas de los centros poblados de San Isidro y Riogrande.  
Existe desde el siglo XVIII en el sitio El Barrial; y se comenzó a poblar a medida que se iban desarrollando las minas de oro cercanas; cómo La Trinidad; fue un pueblo principalmente desarrollado por esclavos que trabajaban la minería; muchos de los cuales después de haberles dado la libertad se quedaron allí para ejercer el oficio de "mazamorreros".
Fue fundado oficialmente años más tarde por José Antonio Gómez, Manuel Pérez y Raimundo Palacios el 18 de julio de 1842; El nombre Hoyorrico, se debe a esa misma fortaleza minera ya que se dice que en el lugar donde se hacía un hoyo en la tierra, se podía encontrar el preciado metal.
A pesar de las posibilidades que impulsaron en gran medida el crecimiento de la población, parte de este asentamiento humano desapreció a causa de una epidemia de viruela que azotó dicha zona minera a mediados del siglo XIX.
Hoyorrico ha sido elevado en dos ocasiones a la categoría de centro poblado, la primera por acuerdo municipal del honorable concejo de Santa Rosa de Osos, Nª 32 del 23 de mayo de 1896 que por acuerdo 39 de 1904, fue eliminado y su segunda creación o restablecimiento como centro poblado se da por el acuerdo 2 del 30 de enero de 1907.
Un hecho que merece relevancia tiene que ver con el momento en que su nombre cambiaría cuando por acuerdo 34 del 20 de diciembre de 1906, Hoyorrico se seguiría nombrando como Mallarino, designación que no fue aceptada por sus habitantes. 
La ordenanza 35 del 18 de diciembre de 1961 creó la inspección departamental.
Hoyorrico en su cabecera urbana está conformado por el templo, el atrio que desacertadamente comparte espacio con la cancha polideportiva, las sedes de las instituciones educativas, las viviendas que en su mayoría son de tapia y construidas desde la colonia, las vías el Sombrerón, el Corral, calle del Cementerio, Plan Largo Y Calle Abajo entre otras, estas dos últimas fueron parte de la carretera troncal del norte hasta que fue desviada, hecho que generó alguna decadencia que rápidamente fue superada, tanto así que en los últimos tiempos ha adquirido gran importancia y en la actualidad muchas personas se desplazan de Medellín los fines de semana para descansar, convirtiéndose en atractivo turístico.
Pero sin lugar a dudas la base de la economía, igual que en gran parte del territorio santarrosano es la lechería y agricultura de papa y tomate. Por su parte la explotación de madera ha cobrado gran importancia en las últimas décadas, y la minería aunque en un nivel muy bajo, sigue rondando en el quehacer de algunos descendientes de los mazamorreros, aunque cabe aclarar que en el pueblo en general la minería es más un hecho histórico que una tradición..
Además de la belleza de sus paisajes y el mencionado atractivo turístico, Hoyorrico ha sido galante exponente del arte manifestado especialmente en la música, la misma que con mayor fuerza se hace notable cada año en sus fiestas del reencuentro que con actividades, muestras agrícolas y ganaderas, festivales de trova y música carrilera entre otras, le ofrece diversión a propios y visitantes que encuentran allí un lugar para el descanso.

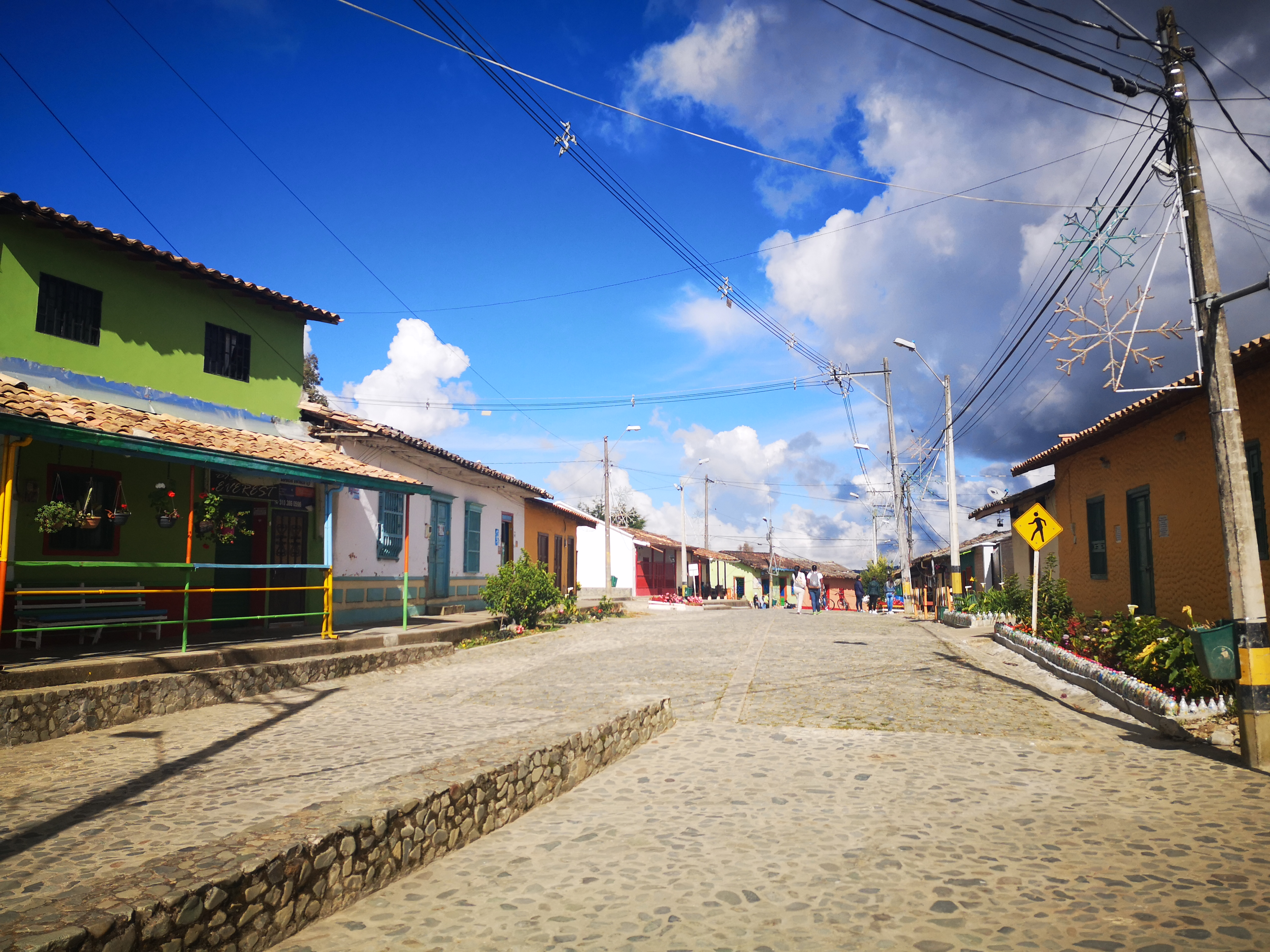
Hoyorrico, es el "centro histórico" de Santa Rosa de Osos

Así como las fiestas del reencuentro son famosas, los altares de San Isidro también se han convertido en patrimonio de los hoyorriquenses. Se dice que es cuna del ilustre poeta Porfirio Barba Jacob y otras personalidades con destacado renombre en el aspecto cultural.
Es el único centro poblado de Santa Rosa de Osos que se encuentra en la cuenca del  río Guadalupe, el segundo río en importancia del Municipio; en todo su territorio lo recorren diversas quebradas también cómo la San Juan, Aguas Frías, La Avispa; entre otras.

CIFRAS Y DATOS:
- En cuanto a territorio, con 45 kilómetros cuadrados estimados, equivalentes al 5,54% del territorio municipal, es el tercer más extenso por detrás de San Pablo y Aragón (el más extenso) —  y con 1934 hab, el segundo menos poblado, solo por delante de Riogrande (el menos poblado). A su vez, con 42,97 habitantes por kilómetro cuadrado es el segundo más densamente poblado del municipio, por detrás de San Isidro (el más denso).
- Se erige como centro poblado por Acuerdo n.º 32 (23 de marzo de 1896). Concejo Municipal Santa Rosa de Osos.
- Su parroquia es creada por el decreto 84 del 20 de octubre de 1913, según lo archivado en la Diócesis de Santa Rosa de Osos

## Demografía
- Población             = 1934
- Población Urbana         = 596
- población al año         = 2015
- Densidad poblacional =  42,97 habitantes por kilómetro cuadrado

Equivale al 5.22% de la población municipal.